# عطش (فلم 2009)
عطش (بالكورية: 박쥐) هو فيلم رعب كوري جنوبي من تأليف وانتاج وإخراج بارك تشان ووك. استناداً إلى رواية تيريز راكون للكاتب إميل زولا. الفيلم من بطولة سونغ كانغ هو وكيم أوك بين.

## القصة
تدور القصة حول كاهن كاثوليكي يتطوع ليكون مريضًا بفيروس إيمانويل، فيتحول إلى مصاص دماء بعد تلقيه دمًا من مصدر مجهول. ثم يُكافح للتعامل مع شغفه الجديد بالدم، وحبه لزوجته صديق طفولته.

## الممثلون
- سونغ كانغ هو في دور الأب سانغ هيون.

كاهن كاثوليكي، يتطوع ليكون مريضًا بفيروس إيمانويل، فيتحول إلى مصاص دماء بعد تلقيه دمًا من مصدر مجهول. ثم يُكافح للتعامل مع شغفه الجديد بالدم.
- كيم أوك بين في دور تاي جو.

الزوجة الشابة لصديق طفولة سانغ هيون، سئمت من حياتها الدنيوية بينما يطور سانغ هيون حبًا جديدًا لها.
- كيم هاي-أوك في دور السيدة را.

والدة كانغ وو شديدة الحماية.
- شين ها-كيون في دور كانغ وو.

صديق طفولة سانغ هيون المريض وزوج تاي جو، الذي يزعجه ويسيء معاملته وفقًا لها.
- بارك إن هوان في دور الأب روه

كاهن أعمى يرأس سانغ هيون، ويتمنى أن يبصر مرة أخرى.
- سونغ يونغ تشانغ في دور سيونغ داي

ضابط شرطة متقاعد وصديق كانغ وو.
- أوه دال سو في دور يونغ دو

أحد أصدقاء كانغ وو.
- را مي ران بدور الممرضة يو
- إريك إبواني في دور مدير للأبحاث في إيمانويل
- هوانغ وو-سول-هاي في دور فتاة الصافرة
- مرسيدس كابرال في دور إيفلين، صديقة يونغ دو الفلبينية.

## الجوائز والترشيحات
| قائمة الجوائز والترشيحات       | قائمة الجوائز والترشيحات | قائمة الجوائز والترشيحات | قائمة الجوائز والترشيحات | قائمة الجوائز والترشيحات |
| الجائزة                        | الفئة                    | المستلم                  | النتيجة                  |                          |
| ------------------------------ | ------------------------ | ------------------------ | ------------------------ | ------------------------ |
| مهرجان كان السينمائي 2009      | جائزة لجنة التحكيم       | عطش                      | فوز                      |                          |
| مهرجان كان السينمائي 2009      | السعفة الذهبية           | عطش                      | رُشِّح                      |                          |
| جوائز تشونسا للفنون السينمائية | أفضل مخرج                | بارك تشان ووك            | فوز                      |                          |
| جوائز تشونسا للفنون السينمائية | أفضل ممثل                | سونغ كانغ هو             | فوز                      |                          |
| جوائز تشونسا للفنون السينمائية | أفضل ممثلة مساعدة        | كيم هاي سوك              | فوز                      |                          |
| جوائز تشونسا للفنون السينمائية | أفضل إضاءة               | بارك هيون وون            | فوز                      |                          |
| جوائز الناقوس الكبرى           | أفضل إضاءة               | بارك هيون وون            | فوز                      |                          |
| جوائز الناقوس الكبرى           | أفضل ممثلة مساعدة        | كيم هاي سوك              | رُشِّح                      |                          |
| جوائز أفلام التنين الأزرق      | أفضل ممثلة مساعدة        | كيم هاي سوك              | فوز                      |                          |
| جوائز أفلام التنين الأزرق      | أفضل موسيقى              | جو يونغ ووك              | فوز                      |                          |
| جوائز أفلام التنين الأزرق      | أفضل فيلم                | عطش                      | رُشِّح                      |                          |
| جوائز أفلام التنين الأزرق      | أفضل مخرج                | بارك تشان ووك            | رُشِّح                      |                          |
| جوائز أفلام التنين الأزرق      | أفضل ممثل                | سونغ كانغ هو             | رُشِّح                      |                          |
| جوائز أفلام التنين الأزرق      | أفضل ممثلة               | كيم أوك فين              | رُشِّح                      |                          |
| جوائز أفلام التنين الأزرق      | أفضل ممثل مساعد          | شين ها كيون              | رُشِّح                      |                          |
| جوائز أفلام التنين الأزرق      | أفضل تصوير سينمائي       | تشونغ تشونغ هون          | رُشِّح                      |                          |
| جوائز أفلام التنين الأزرق      | أفضل إخراج فني           | ريو سيونغ هوي            | رُشِّح                      |                          |
| جوائز أفلام التنين الأزرق      | أفضل إضاءة               | بارك هيون وون            | رُشِّح                      |                          |
| جوائز نسخة المخرج              | أفضل مخرج                | بارك تشان ووك            | فوز                      |                          |
| جوائز نسخة المخرج              | أفضل ممثل                | سونغ كانغ هو             | فوز                      |                          |
| جوائز الأفلام الآسيوية         | أفضل مؤثرات بصرية        | لي سيون هيونغ            | فوز                      |                          |
| جوائز الأفلام الآسيوية         | أفضل ممثل                | سونغ كانغ هو             | رُشِّح                      |                          |
| جوائز الأفلام الآسيوية         | أفضل تصوير سينمائي       | تشونغ تشونغ هون          | رُشِّح                      |                          |
| جوائز بايكسانغ للفنون          | أفضل فيلم                | عطش                      | رُشِّح                      |                          |
| جوائز بايكسانغ للفنون          | أفضل ممثلة               | كيم أوك فين              | رُشِّح                      |                          |

## روابط خارجية
- عطش على موقع IMDb (الإنجليزية)
- عطش على موقع ميتاكريتيك (الإنجليزية)
- عطش على موقع روتن توميتوز (الإنجليزية)
- عطش على موقع نتفليكس (الإنجليزية)
- عطش على موقع ألو سيني (الفرنسية)
- عطش على موقع Turner Classic Movies (الإنجليزية)
- عطش على موقع أول موفي (الإنجليزية)
- عطش على موقع بوكس أوفيس موجو (الإنجليزية)
- عطش على موقع فيلمافينيتي (الإسبانية)
- عطش على موقع قاعدة بيانات الأفلام السويدية (السويدية)